# Notoplites evocatus
Notoplites evocatus är en mossdjursart som först beskrevs av Jullien 1882.  Notoplites evocatus ingår i släktet Notoplites och familjen Candidae. Utöver nominatformen finns också underarten N. e. trispinosus.